# エンフォーサー型揚陸艦
エンフォーサー型揚陸艦（英語: Enforcer-class landing platform）は、オランダとスペインが共同開発したドック型輸送揚陸艦のシリーズ。
開発は、オランダ海軍の求めに応じて1980年代より着手された。またスペイン政府は1990年よりこの計画への参加を打診しており、1992年6月に覚書が取り交わされた。1993年より基礎設計、また1994年より予備設計が開始された。主契約者としては、オランダ側ではロイヤル・シェルデ（現ダーメン）社、スペイン側ではバサン（現ナバンティア）社が選定された。
| 運用者               | 艦級名/艦名          | 隻数 | 満載排水量 | 就役年     |
| -------------------- | -------------------- | ---- | ---------- | ---------- |
| オランダ海軍         | ロッテルダム         | 1    | 12,750 t   | 1998年     |
| オランダ海軍         | ヨハン・デ・ウィット | 1    | 16,000 t   | 2007年     |
| スペイン海軍         | ガリシア級           | 2    | 13,815 t   | 1998年     |
| イギリス海軍補助艦隊 | ベイ型               | 3    | 16,160 t   | 2006年     |
| オーストラリア海軍   | ベイ型               | 1    | 16,160 t   | 2011年     |
| ポルトガル海軍       | NAVPOL               | 1    | 10,668 t   | 2018年予定 |